# Şereflikoçhisar (district)
Şereflikoçhisar is een Turks district in de provincie Ankara en telt 34.808 inwoners (2007). Het district heeft een oppervlakte van 2127,8 km². Hoofdplaats is Şereflikoçhisar.
De bevolkingsontwikkeling van het district is weergegeven in onderstaande tabel.
| 1997   | 2000   | 2007   |
| ------ | ------ | ------ |
| 55.522 | 59.128 | 34.808 |